# 矢島直方
矢島 直方（やじま なおかた、文政6年〈1823年〉 - 明治18年〈1885年〉7月26日）は、江戸時代後期から明治にかけての日本の公共事業家。通称は源助。
四賢婦人と呼ばれる姉妹である竹崎順子、徳富久子、横井つせ子、矢嶋楫子らの兄。

## 生涯
文政6年（1823年）、肥後国益城郡の惣庄屋である矢島直明の子として生まれた。横井小楠のもとで学び、高弟として知られた。
明治維新後、堺県の権参事官や福岡県大参事官などを歴任した。その後、帰郷して小学校の設置、水田の開発、茶の栽培などの郷里の発展に尽くした。
明治18年（1885年）7月26日に死去した。享年63。